# 二ツ井バイパス

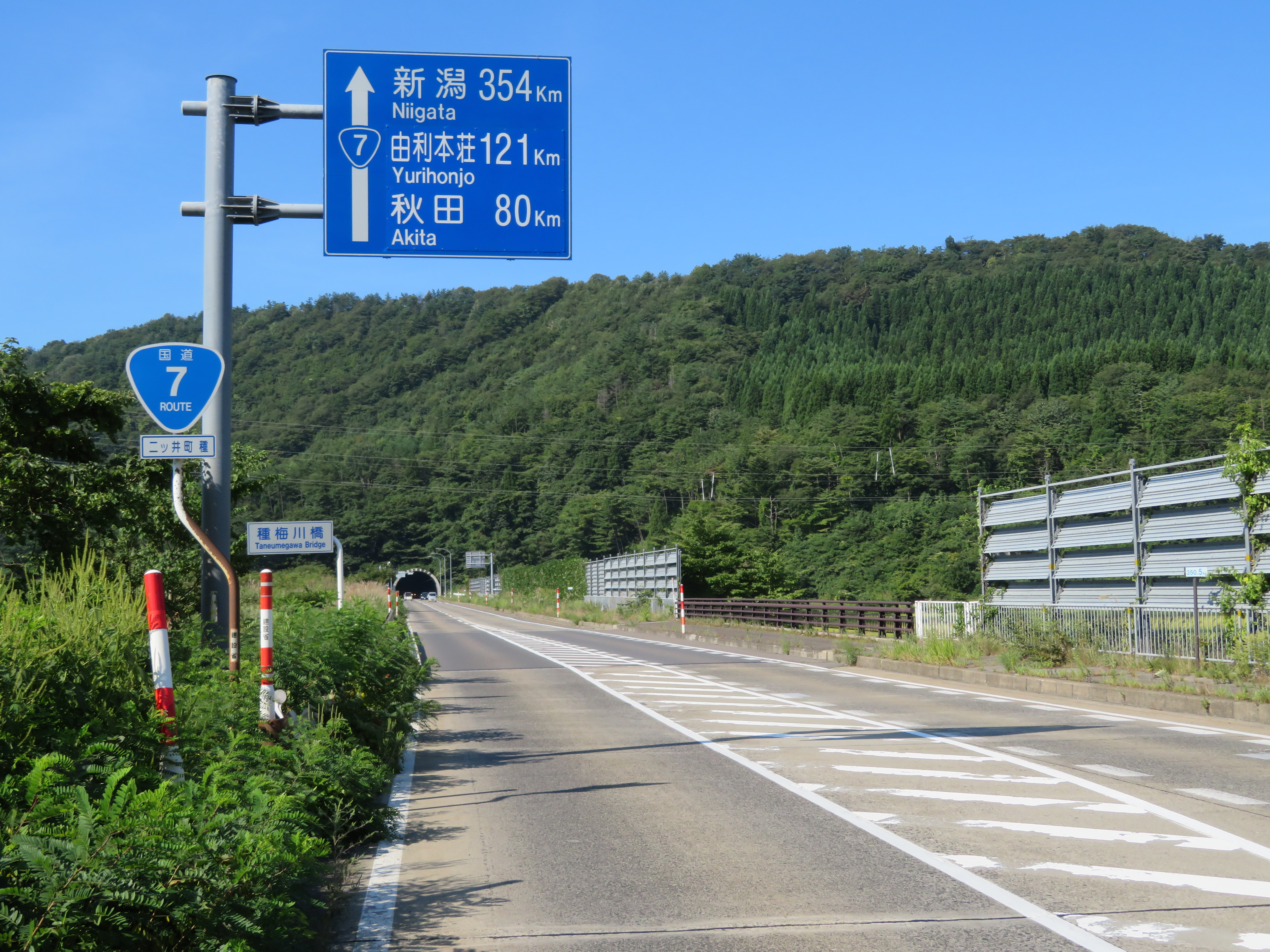
秋田県能代市二ツ井町種付近

二ツ井バイパス（ふたついバイパス）は、秋田県能代市二ツ井町切石から同市二ツ井町小繋までを通る国道7号のバイパスである。1995年（平成7年）に全線供用した。その後、日本海沿岸東北自動車道に並行する一般国道の自動車専用道路として再事業中である。

## 概要
二ツ井バイパスが開通する前の国道7号は、現在の秋田県道322号きみまち阪公園素波里湖線・秋田県道317号西目屋二ツ井線の一部の区間で、山本郡二ツ井町（現・能代市）切石から米代川を渡り、JR 二ツ井駅前から米代川沿いに同町小繁まで通っていた。

特に二ツ井町荷上場 - 同町小繋の間は、古来から羽州街道の中でも徒歩道がなく「一里の渡し」と呼ばれる舟で往来していた難所であった。
現代でも二ツ井バイパスが開通する前は、国道7号は通っているものの道路の道幅を広くとれず、大型車のすれ違いができない難所であった。
そこで、難関のきみまち阪をトンネルと橋でバイパスする経路を1975年（昭和50年）に計画し、二ツ井町荷上場から小繋間をきみまちバイパスとして1979年（昭和54年）に供用開始した。約1.5キロメートルの短い区間であったが、工事が3年半にもおよび、トンネルの掘削工事にとっても難所であった。なお、旧道は、現在の秋田県道322号きみまち阪公園素波里湖線の一部になっている。
続いて翌年には第二次改築として二ツ井町切石 - 荷上場間を一部高架橋で事業化して1995年（平成7年）に暫定2車線で全線供用し、すでに開通しているきみまちバイパスと合わせて二ツ井バイパスとした。この時の旧道になった部分は、現在の秋田県道317号西目屋二ツ井線の一部になっている。
2011年（平成23年）の日本海東北沿岸自動車道の計画段階評価にて、二ツ井バイパスを現道改良する案が提案され、2015年（平成27年）に「二ツ井白神～小繋」として再事業化された。
今後は、日本海沿岸東北自動車道の基本計画区間の一部として、現道活用区間となる予定である。終点では、国道7号二ツ井今泉道路から秋田県道325号大館能代空港西線および鷹巣西道路を経由し、鷹巣大館道路へ連続する予定である。

### 路線データ
- 総延長：6.4 km
  - 一次改築（きみまちバイパス）：1.51 km
  - 二次改築：4.85 km
- 起点：秋田県能代市二ツ井町切石（切石入口交差点、二ツ井白神IC交点）
- 終点：秋田県能代市二ツ井町小繋（きみまち阪交差点、秋田県道322号きみまち阪公園素波里湖線、小繋IC（予定）交点）
- 標準幅員：
- 道路規格：
- 車線数：暫定2車線（完成4車線）

## 歴史
- 1975年（昭和50年）10月 - 山本郡二ツ井町（現・能代市）のきみまちトンネル・きみまち大橋を含むきみまちバイパス事業化（一次改築）。
- 1979年（昭和54年）3月22日  - きみまちバイパス供用開始。
- 1980年（昭和55年）度 - 二次改築として山本郡二ツ井町切石からきみまちバイパスへ直通する二ツ井バイパスが事業化。
- 1990年（平成2年）度 - 一部 (1,850 m) を暫定2車線で供用。
- 1995年（平成7年）2月 - 全線供用開始し、二ツ井町切石から二ツ井町小繋までを二ツ井バイパスとする。
- 2011年（平成23年）
  - 1月25日 - 日本海沿岸東北自動車道の計画検討で国道7号の現道（二ツ井バイパス）を利用する案が提案される[2]。
  - 8月24日 - 国土交通省、整備計画策定の前提となる計画段階評価に着手[3]。
  - 12月17日 - 国土交通省が二ツ井バイパスと連続する二ツ井今泉道路の事業費を予算に盛り込む[4]。
- 2015年度（平成27年度） - 二ツ井白神IC付近の線形改良を解消し、琴丘能代道路と二ツ井バイパスの本線を直結させる能代地区線形改良が事業化[5]。
- 2020年度（令和2年度） - 種梅入口交差点を立体化する種梅入口交差点改良が事業化[5][6]。
- 2021年度（令和3年度） - 二ツ井高架橋の合流部に合流レーンを設置する荷上場地区交差点改良が事業化[5][7]。

## 路線状況

### 主要構造物
- 二ツ井大橋（米代川）
- 二ツ井高架橋
- きみまち大橋（藤琴川）
- きみまちトンネル

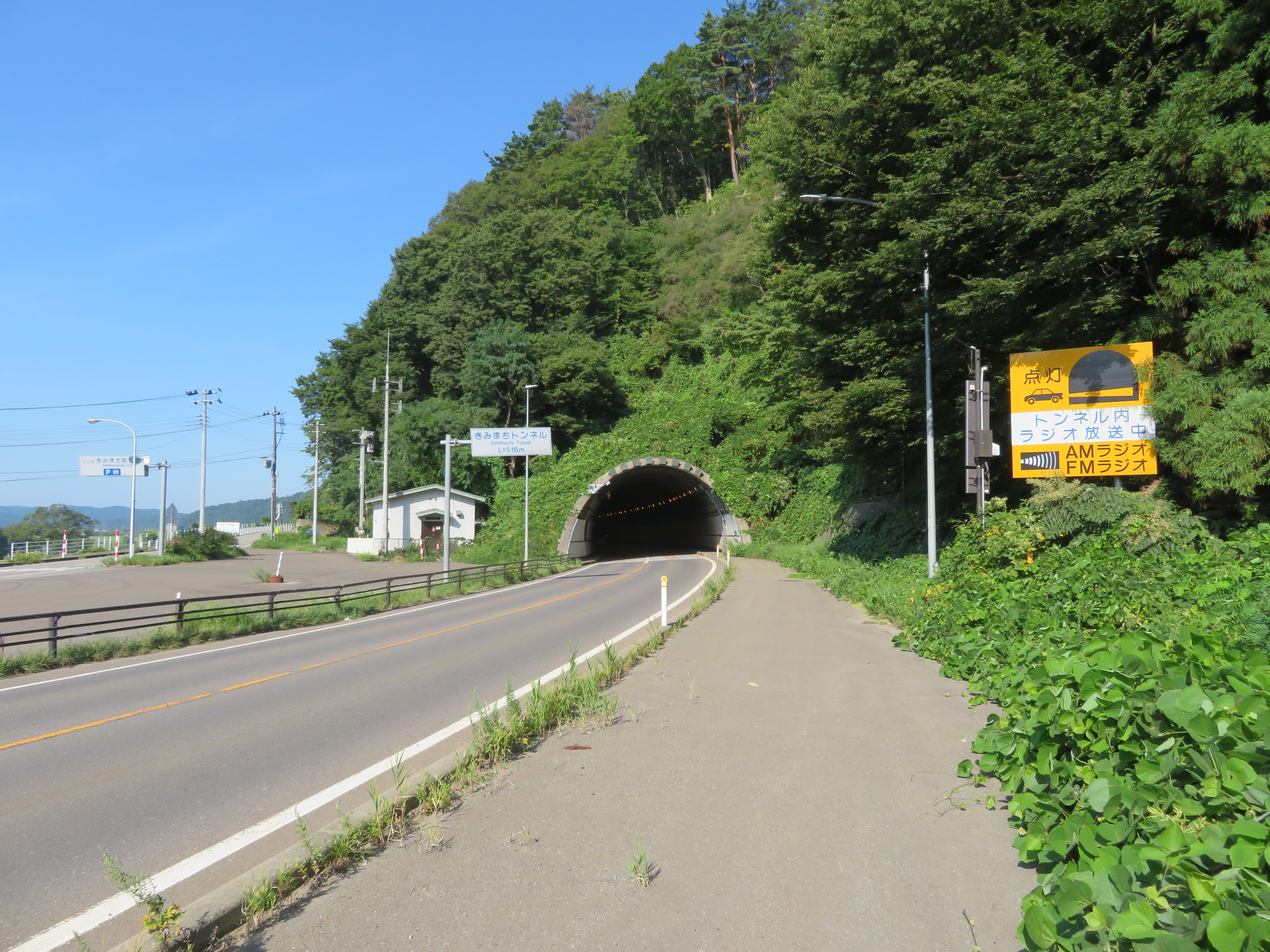
きみまちトンネル（大館市側坑口付近）
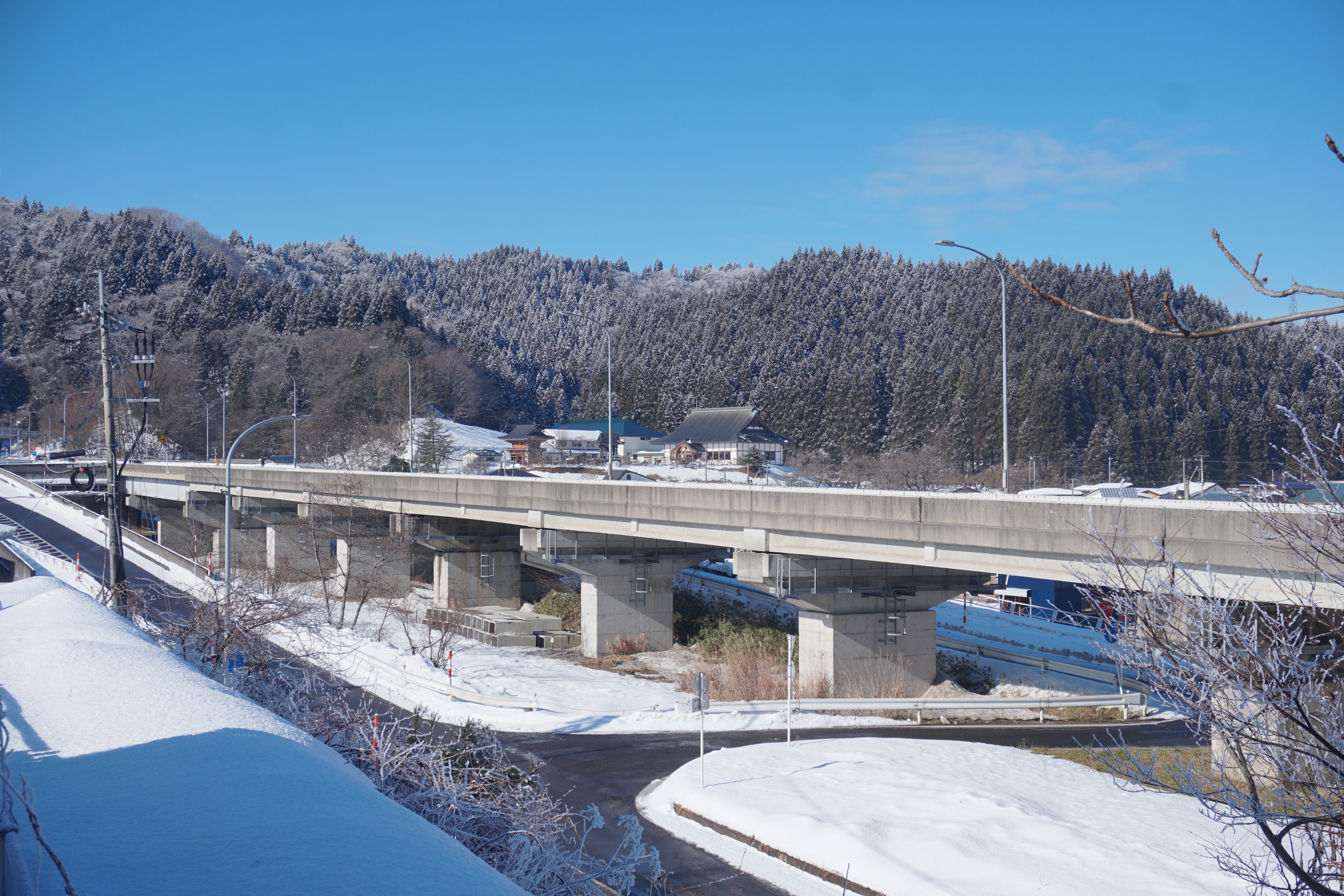
二ツ井高架橋

### 道の駅
- 道の駅ふたつい

## 地理

### 主な接続道路・ランプ
| 施設名                                                                    | 接続路線名                                                                | 備考                                          | 所在地                       |
| ------------------------------------------------------------------------- | ------------------------------------------------------------------------- | --------------------------------------------- | ---------------------------- |
| 国道7号・E7 秋田自動車道（秋田自動車道へ連続予定）                        |                                                                           |                                               |                              |
| 切石入口交差点                                                            | 秋田自動車道 二ツ井白神IC 秋田県道317号西目屋二ツ井線                     | 信号機あり 琴丘能代道路と本線を直結する事業中 | 秋田県能代市二ツ井町切石     |
| 種梅入口交差点                                                            | 秋田県道202号小滝二ツ井線 秋田県道203号高屋敷茶屋下線                     | 信号機あり 立体化事業中                       | 秋田県能代市二ツ井町種字堤下 |
| 二ツ井高架橋                                                              | 秋田県道317号西目屋二ツ井線 （秋田県道322号きみまち阪公園素波里湖線重複） | 合流ランプ整備が事業中                        | 秋田県能代市二ツ井町荷上場   |
| きみまち大橋BR                                                            | 〈藤琴川〉                                                                |                                               | 秋田県能代市二ツ井町         |
| きみまちTN                                                                |                                                                           |                                               | 秋田県能代市二ツ井町         |
| きみまち阪交差点 道の駅ふたつい                                           | 秋田県道322号きみまち阪公園素波里湖線                                     | 信号機あり                                    | 秋田県能代市二ツ井町小繁     |
| 国道7号（現道）・ E7 二ツ井今泉道路（事業中）（二ツ井今泉道路へ連続予定） |                                                                           |                                               |                              |